# Teichfledermaus-Habitate im Raum Wilhelmshaven
Teichfledermaus-Habitate im Raum Wilhelmshaven este o arie protejată (arie specială de conservare — SAC, sit de importanță comunitară — SCI) din Germania întinsă pe o suprafață de 308,74 ha, integral pe uscat.

## Localizare
Centrul sitului Teichfledermaus-Habitate im Raum Wilhelmshaven este situat la coordonatele 53°28′09″N 7°59′23″E / 53.4692°N 7.9897°E.

## Înființare
Situl Teichfledermaus-Habitate im Raum Wilhelmshaven a fost declarat sit de importanță comunitară în ianuarie 2005 pentru a proteja 1 specie de animale. Situl a fost protejat și ca arie specială de conservare în decembrie 2017.

## Biodiversitate
Situată în ecoregiunea atlantică, aria protejată conține 1 habitat natural: Lacuri eutrofice naturale cu vegetație de tip Magnopotamion sau Hydrocharition.
La baza desemnării sitului se află o specie protejată de  mamifere: liliac de iaz (Myotis dasycneme).